# Liste der Monuments historiques in Rosenwiller
Die Liste der Monuments historiques in Rosenwiller führt die Monuments historiques in der französischen Gemeinde Rosenwiller auf.

## Liste der Bauwerke
| Bezeichnung                    | Beschreibung | Standort                     | Kennzeichnung | Schutzstatus   | Datum     | Bild           |
| ------------------------------ | --- | ---------------------------- | ------------- | -------------- | --------- | -------------- |
| Kirche Assomption-de-la-Vierge | ehemaliger Chorturm aus dem 12. oder 13. Jahrhundert, Chor des 14. Jahrhunderts, Schiff von 1862; im Chorraum Wandgemälde aus dem 14. Jahrhundert | Place de l’Église (Lage)     | PA00084907    | Classé Inscrit | 1898 1983 | weitere Bilder |
| Jüdischer Friedhof             | Erstwähnung 1366; Grabsteine ab 1657 erhalten; insgesamt ca. 6500 Grabsteine                                                                      | südwestlich des Ortes (Lage) | PA00135148    | Inscrit        | 1995      | weitere Bilder |

## Liste der Objekte
| Bezeichnung                      | Beschreibung | Standort                                     | Kennzeichnung | Schutzstatus | Datum | Bild           |
| -------------------------------- | --- | -------------------------------------------- | ------------- | ------------ | ----- | -------------- |
| Vier Kirchenfenster              | zwischen 1340 und 1355, in der zweiten Hälfte des 19. Jahrhunderts ergänzt                                                                                | in der Kirche Assomption-de-la-Vierge (Lage) | PM67000243    | Classé       | 1972  | weitere Bilder |
| Hauptaltar                       | Retabel mit Gemälde Mariä Himmelfahrt, Skulptur Notre-Dame du Mont Carmel; Holz, teilweise vergoldet, sowie Ölfarbe auf Leinwand, 15. bis 19. Jahrhundert | in der Kirche Assomption-de-la-Vierge (Lage) | PM67000244    | Classé       | 1972  | weitere Bilder |
| Zwei Seitenaltäre                | jeweils Retabel und drei Skulpturen; Holz, teilweise vergoldet, zweite Hälfte des 17. Jahrhunderts                                                        | in der Kirche Assomption-de-la-Vierge (Lage) | PM67000245    | Classé       | 1972  | weitere Bilder |
| Skulpturen der vier Evangelisten | Holz, um 1600 | in der Kirche Assomption-de-la-Vierge (Lage) | PM67000246    | Classé       | 1972  | weitere Bilder |